# Neosynaptops waigeoensis
Neosynaptops waigeoensis es una especie de coleóptero de la familia Attelabidae.

## Distribución geográfica
Habita en Nueva Guinea en (Indonesia).